# Melanolophia ejectaria
Melanolophia ejectaria är en fjärilsart som beskrevs av Walker 1861. Melanolophia ejectaria ingår i släktet Melanolophia och familjen mätare. Inga underarter finns listade i Catalogue of Life.